# Kapandriti (Kefalonia)
Kapandriti  este un oraș în Grecia în prefectura Kefalonia.